# Günter Abramzik
Günter Abramzik (* 8. Dezember 1926 in Schönerswalde, Westpreußen; † 3. Mai 1992 in Bremen) war ein deutscher evangelischer Theologe und Domprediger am Bremer Dom.

## Biografie
Abramzik war der Sohn eines Steuerinspektors. Im westpreußischen Marienburg besuchte er bis 1943 das Gymnasium, danach war er Soldat in der Wehrmacht. 1945 arbeitete er für kurze Zeit am Goethe- und Schiller-Archiv in Weimar. Er studierte zuerst Theaterwissenschaften, dann Theologie und Philosophie bei Nicolai Hartmann an der Universität Göttingen. Hartmann, als Vertreter des kritischen Realismus und als einer der wichtigen Erneuerer der Metaphysik, hat ihn stark geprägt, ebenso die Theologen Friedrich Gogarten und Paul Tillich. In der Evangelischen Studentengemeinde Göttingen engagierte er sich gegen Wiederaufrüstung und atomare Gewalt. 1953 bestand er das Erste Theologische Examen in Göttingen. Er war dann Vikar in Worpswede und begegnet Martha Vogeler und Gustav Regler. 1955 wurde er zum Pastor ordiniert. Von 1955 bis 1958 war er Pfarrvikar als Studentenpfarrer im ehemaligen Hochschuldorf in Wilhelmshaven-Rüstersiel. Er wurde Vorsitzender des Kunstvereins Wilhelmshaven und Mitgründer des ersten örtlichen Deutsch-polnischen Vereins.

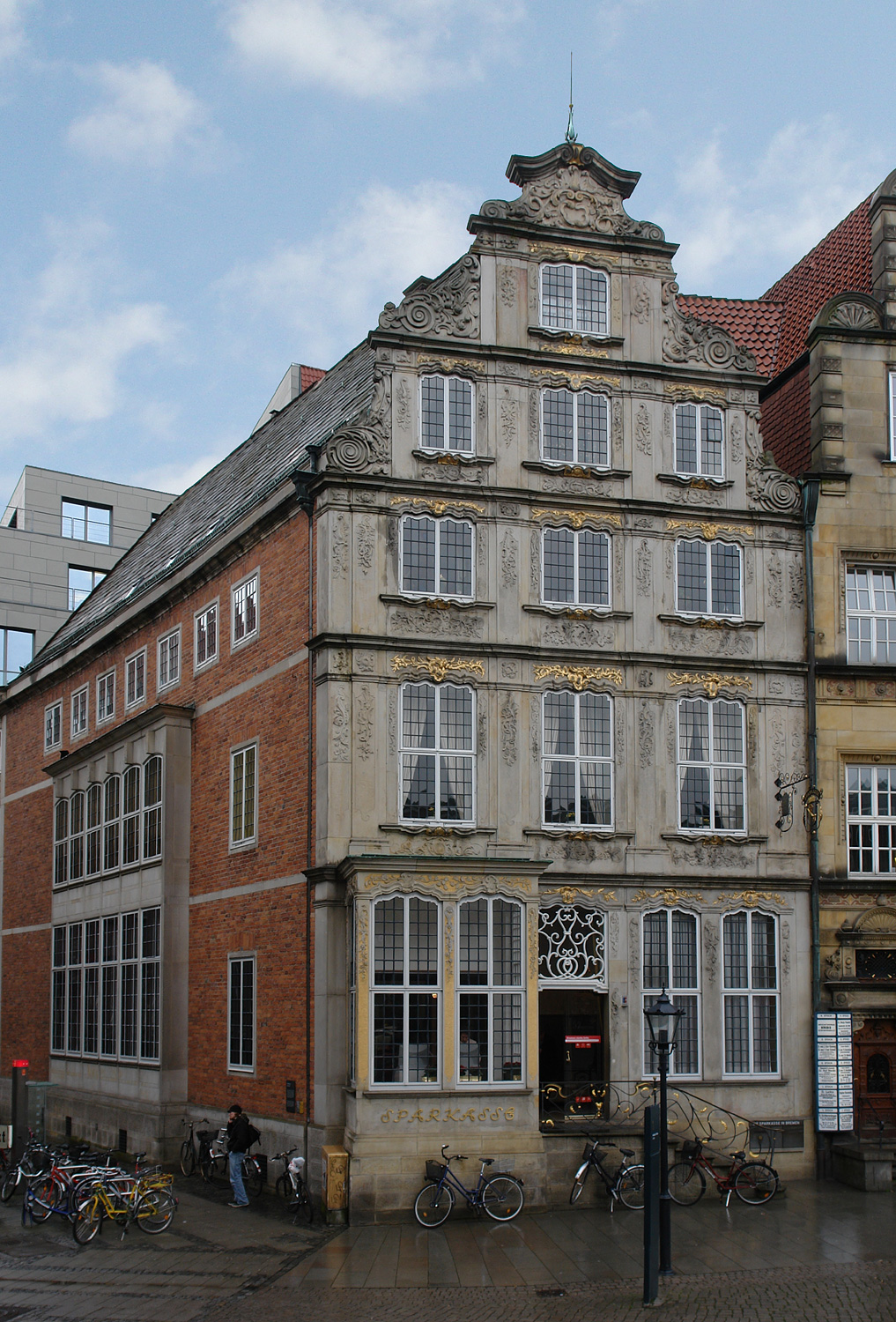
Haus der Stadtsparkasse

1958 erfolgte seine Berufung zum Domprediger am Dom zu Bremen als Nachfolger von Walter Sprondel. Er wohnte seitdem am Bremer Marktplatz im Haus der Stadtsparkasse,  und der laute Marktrummel wurde öfters von ihm öffentlich angesprochen. Er unterrichtete zudem am Alten Gymnasium im Fach Philosophie. Er pflegte Kontakte zur katholischen Kirche, predigte auch in katholischen Kirchen und lud katholische Geistliche zu Predigten in den Dom ein.
Er wirkte als Domprediger in großem Umfang in der jeweils aktuellen öffentlichen Diskussion mit und versuchte in den 1968er-Jahren, zwischen den unterschiedlichen Positionen und Handlungen konstruktiv auszugleichen. Gerade bei den Bremer Straßenbahnunruhen 1968 bewirkte seine Vermittlung im Domkapitelhaus, dass es nicht zu einer gewalttätigen Konfrontation zwischen den Jugendlichen und der Staatsgewalt kam. Seine zahlreichen Kontakte zu Persönlichkeiten des öffentlichen Lebens wie u. a. Bürgermeister Hans Koschnick (SPD) halfen bei seinen Vermittlungsversuchen. Häufigere Kontakte pflegte er mit Martin Niemöller, Walter Jens, Erich Fried, Nicolas Born, Ernst Bloch und Hans Mayer. Befreundet war er mit dem Kaufmann, Schriftsteller und Mäzen Friedrich Wilhelm Oelze. Er betonte den Dialog von Theologie, Philosophie und Politik. 1981 hielt er an Stelle von Hans-Dietrich Genscher (FDP) im Bremer Rathaus die Gästerede der Bremer Eiswette. 1981 formulierte er anlässlich einer Kritik von Bundespräsident Karl Carstens an der Kirche wegen ihres Protestes gegen den NATO-Doppelbeschluss: „Die Kirche kann nur Kirche sein, wenn sie das Wort der Versöhnung gerade in einer Zeit der sich verschärfender Gegensätze ausspricht“.
Ein 2024 veröffentlichter Untersuchungsbericht des Institut für Praxisforschung und Projektberatung (IPP) in München warf ihm systematisch sexualisierte Gewalt gegen männliche Jugendliche im Alter zwischen 14 und 18 Jahren in seiner Amtszeit von 1958 bis 1992 vor. 17 Betroffene seien bekannt, aufgrund zahlreicher Gespräche mit Zeitzeugen sei aber von einem „erheblichen Dunkelfeld“ auszugehen. Es habe sich um Konfirmanden und um Schüler des Alten Gymnasiums in Bremen gehandelt, die an Abramziks Philosophie-Arbeitsgemeinschaft teilnahmen, die Taten seien überwiegend in den 1970er-Jahren begangen worden.
Abramzik war verheiratet mit der Studiendirektorin Irmela Abramzik (1922–2014) von der Schule am Leibnizplatz.

## Werke
- Der St. Petri Dom zu Bremen (Die gotische Aufweitung der Kathedrale als prägend für ihren heutigen Charakter). Hauschild, Bremen 1989, ISBN 3-926598-22-0.
- Das Bremer Weihnachtsbuch für Stadt und Land. Wassermann, Bremen 1988, ISBN 3-7961-1793-7.
- Von wahrer Duldung. Über Mendelssohn und Lessing. Wassermann, Bremen 1986.